# Arrondissement Saint-Laurent-du-Maroni
Arrondissement Saint-Laurent-du-Maroni (fr. Arrondissement de Saint-Laurent-du-Maroni) je správní územní jednotka ležící v zámořském departementu a regionu Francouzská Guyana ve Francii. Člení se dále na osm obcí.

## Obce
- Mana
- Saint-Laurent-du-Maroni
- Saül
- Maripasoula
- Grand-Santi
- Apatou
- Awala-Yalimapo
- Papaichton